# 摩根島
摩根島（英語：Morgan Island），是南極洲的島嶼，位於印度洋南部的赫德島北部，處於比德靈邁爾角以東2公里，在1860年被繪入地圖，現時由南極條約體系管理。